# Montanhas Loma
As Montanhas Loma formam a maior cordilheira do África Ocidental, em Serra Leoa. O pico mais alto é o Monte Bintumani, com 1945 m de altitude. A área é designada como reserva florestal, na qual a caça é proibida, desde 1952. A floresta ocupa uma área de 33.201 hectares.
Nestas montanhas está a nascente do rio Níger.